# Saison 2010-2011 du Stade Malherbe Caen
Maillots
Chronologie
Saison précédente Saison suivante
La saison 2010-2011 du Stade Malherbe de Caen, club de football français, voit ce dernier faire son retour en Ligue 1, après une saison en Ligue 2, couronnée du titre de champion de France. 
C'est la douzième saison dans l'élite du club normand, dont l'équipe est dirigée par Franck Dumas depuis mai 2005. Le budget retrouve le même niveau que lors de la précédente saison dans l'élite, en 2008-2009 (à savoir 31 millions d'euros), bien que les dirigeants annoncent construire un budget prévisionnel de l'ordre de 27 millions d’euros, basé sur une 17e place au classement final.
Les deux premières journées voient les Caennais obtenir deux victoires inattendues face aux deux premiers du championnat précédent : l'Olympique de Marseille (2-1), champion en titre, puis l'Olympique lyonnais (3-2), ce qui laisse augurer une saison prometteuse. Mais malgré la réussite du jeune Youssef El-Arabi en attaque, l'équipe obtient des résultats décevants lors de la suite de la phase aller, qui la font plonger jusqu'à la 19e place en décembre et janvier. Plusieurs victoires entre janvier et mars lui permettent de ressortir de la zone de relégation. À l'issue d'une compétition serrée avec plusieurs autres clubs, le Stade Malherbe parvient à sauver sa place au soir de la dernière journée, grâce à une série de sept matchs sans défaite ponctuée sur un match nul (2-2) face à l'Olympique de Marseille.

## Transferts
L'objectif de l'entraîneur lors de l'intersaison est de construire un groupe adapté à la contre-attaque, avec un bloc défensif et des jeunes joueurs offensifs rapides et techniques, tout en resserrant l'effectif par rapport à la saison passée.

### Arrivées
La promotion du club en Ligue 1 conduit à la levée automatique de l'option d'achat de l'attaquant ivoirien Kandia Traoré, prêté la saison passée au club par le FC Sochaux. 
La première recrue du Stade Malherbe est Romain Hamouma, jeune milieu de terrain offensif du Stade lavallois âgé de 22 ans, une des révélations de la saison précédente en Ligue 2, recruté en échange d'une indemnité évaluée à environ 1 million d'euros dès la fin du mois de mai 2010. Le défenseur serbe Branko Lazarević, en fin de contrat, le rejoint début juin. Les deux joueurs signent des contrats de trois ans. 
Le 29 juin 2010, c'est au tour de l'international français espoir Damien Marcq, capable de jouer en défense centrale ou comme milieu défensif, d'être transféré de l'US Boulogne CO en échange d'une indemnité évaluée à 3 millions d'euros . Enfin, le milieu gauche Yohan Mollo, autre international espoir français de 21 ans, est prêté pour un an au club caennais par l'AS Monaco, avec option d'achat .
À l’inter-saison, Grégory Proment, qui a rompu son contrat en Turquie, revient au Stade Malherbe où il signe un contrat de six mois, plus un an en cas de maintien.

### Départs
De nombreux joueurs en fin de contrat, parmi lesquels Nicolas Florentin, Grégory Proment et l'argentin Juan Eduardo Eluchans, qui ont joué chacun plus de 100 matchs sous le maillot malherbiste, quittent le club. Le jeune attaquant Julien Toudic, à la recherche de temps de jeu, est prêté au Stade de Reims.
De plus, Steeven Langil, prêté la saison précédente par l'AJ Auxerre et auteur d'une première partie de saison saluée par les observateurs, retourne en Bourgogne malgré le souhait du joueur et des dirigeants caennais de procéder à un transfert.

## Les rencontres d'avant-saison

### Trophée des Normands
| Date                     | Adversaire  | Lieu   | Score | Buteur SMC | Lien    |
| ------------------------ | ----------- | ------ | ----- | ---------- | ------- |
| mercredi 14 juillet 2010 | Le Havre AC | Bayeux | 0 - 1 |            | Rapport |

### Matchs amicaux
| Date                     | Adversaire    | Lieu       | Score | Buteur SMC                            | Lien    |
| ------------------------ | ------------- | ---------- | ----- | ------------------------------------- | ------- |
| samedi 10 juillet 2010   | Chômeurs UNFP | Annecy     | 5 - 4 | Barzola , Mollo , Yatabaré , El-Arabi | Rapport |
| vendredi 23 juillet 2010 | Boulogne      | Granville  | 2 - 2 | Seube 53e, Hamouma 72e                | Rapport |
| samedi 31 juillet 2010   | Stade rennais | Ouistreham | 1 - 1 | El-Arabi 38e                          | Rapport |

## Les rencontres de la saison

### Championnat de Ligue 1
| Date                      | J.  | Adversaire             | Lieu | Score                                                 | Buteurs SMC                                           | Class. | Spectateurs | Lien    |
| ------------------------- | --- | ---------------------- | ---- | ----------------------------------------------------- | ----------------------------------------------------- | ------ | ----------- | ------- |
| samedi 7 août 2010        | J01 | Olympique de Marseille | Ext. | 1 - 2                                                 | Seube 52e, El-Arabi 86e                               | 3e     | 55 790      | Rapport |
| dimanche 15 août 2010     | J02 | Olympique lyonnais     | Dom. | 3 - 2                                                 | El-Arabi 2e, Yatabaré 16e, N'Diaye 77e                | 2e     | 19 937      | Rapport |
| dimanche 22 août 2010     | J03 | Montpellier HSC        | Ext. | 0 - 0                                                 |                                                       | 2e     | 16 738      | Rapport |
| samedi 28 août 2010       | J04 | Stade brestois 29      | Dom. | 0 - 2                                                 |                                                       | 6e     | 15 490      | Rapport |
| samedi 11 septembre 2010  | J05 | AJ Auxerre             | Ext. | 1 - 1                                                 | El-Arabi 90+2e                                        | 6e     | 8 956       | Rapport |
| samedi 18 septembre 2010  | J06 | FC Lorient             | Ext. | 0 - 1                                                 | El-Arabi 41e                                          | 4e     | 15 524      | Rapport |
| samedi 25 septembre 2010  | J07 | Girondins de Bordeaux  | Dom. | 0 - 0                                                 |                                                       | 4e     | 19 467      | Rapport |
| samedi 2 octobre 2010     | J08 | Valenciennes FC        | Ext. | 2 - 1                                                 | El-Arabi 71e                                          | 9e     | 10 469      | Rapport |
| samedi 16 octobre 2010    | J09 | AS Monaco FC           | Dom. | 0 - 0                                                 |                                                       | 11e    | 16 285      | Rapport |
| samedi 23 octobre 2010    | J10 | AS Saint-Étienne       | Ext. | 1 - 1                                                 | El-Arabi 38e                                          | 10e    | 31 715      | Rapport |
| samedi 30 octobre 2010    | J11 | AS Nancy-Lorraine      | Dom. | 2 - 3                                                 | El-Arabi 13e, Traoré 54e                              | 14e    | 15 894      | Rapport |
| samedi 6 novembre 2010    | J12 | AC Arles-Avignon       | Ext. | 3 - 2                                                 | El-Arabi 10e, Traoré 66e                              | 16e    | 7 430       | Rapport |
| samedi 13 novembre 2010   | J13 | LOSC Lille Métropole   | Dom. | 2 - 5                                                 | El-Arabi 40e, Traoré 88e                              | 17e    | 14 997      | Rapport |
| samedi 20 novembre 2010   | J14 | Paris Saint-Germain    | Ext. | 2 - 1                                                 | El-Arabi 85e                                          | 18e    | 26 190      | Rapport |
| dimanche 28 novembre 2010 | J15 | FC Sochaux-Montbéliard | Dom. | 0 - 3                                                 |                                                       | 18e    | 13 420      | Rapport |
| samedi 4 décembre 2010    | J16 | Toulouse FC            | Ext. | 1 - 0                                                 |                                                       | 19e    | 30 275      | Rapport |
| samedi 11 décembre 2010   | J17 | OGC Nice               | Dom. | 0 - 0                                                 |                                                       | 18e    | 12 350      | Rapport |
| samedi 18 décembre 2010   | J18 | RC Lens                | Ext. | Reporté en janvier du fait des conditions climatiques | Reporté en janvier du fait des conditions climatiques |        | -           | -       |
| mercredi 22 décembre 2010 | J19 | Stade rennais FC       | Dom. | 1 - 0                                                 | Hamouma 9e                                            | 18e    | 14 500      | Rapport |
| samedi 15 janvier 2011    | J20 | Stade brestois 29      | Ext. | 1 - 3                                                 | Nivet 11e, El-Arabi 81e (pen.), Hamouma 87e           | 18e    | 11 971      | Rapport |
| samedi 22 janvier 2010    | J18 | RC Lens                | Ext. | 2 - 0                                                 |                                                       | 19e    | 33 564      | Rapport |
| samedi 29 janvier 2011    | J21 | AJ Auxerre             | Dom. | 2 - 0                                                 | Nivet 59e, Traoré 86e                                 | 16e    | 13 224      | Rapport |
| samedi 5 février 2011     | J22 | FC Lorient             | Dom. | 0 - 2                                                 |                                                       | 17e    | 13 438      | Rapport |
| samedi 12 février 2011    | J23 | Girondins de Bordeaux  | Ext. | 1 - 2                                                 | Traoré 10e, Hamouma 90e                               | 15e    | 21 852      | Rapport |
| samedi 19 février 2011    | J24 | Valenciennes FC        | Dom. | 2 - 2                                                 | Nivet 47e, Yatabaré 65e                               | 14e    | 13 648      | Rapport |
| samedi 26 février 2011    | J25 | AS Monaco FC           | Ext. | 2 - 2                                                 | El-Arabi 67e, Mollo 71e                               | 14e    | 5 142       | Rapport |
| samedi 5 mars 2011        | J26 | AS Saint-Étienne       | Dom. | 1 - 0                                                 | El-Arabi 90+2e                                        | 14e    | 17 763      | Rapport |
| samedi 12 mars 2011       | J27 | AS Nancy-Lorraine      | Ext. | 2 - 0                                                 |                                                       | 15e    | 16 247      | Rapport |
| samedi 19 mars 2011       | J28 | AC Arles-Avignon       | Dom. | 2 - 0                                                 | Mollo 79e, El-Arabi 85e                               | 13e    | 14 715      | Rapport |
| samedi 2 avril 2011       | J29 | LOSC Lille Métropole   | Ext. | 3 - 1                                                 | El-Arabi 86e                                          | 14e    | 16 898      | Rapport |
| samedi 9 avril 2011       | J30 | Paris Saint-Germain    | Dom. | 1 - 2                                                 | Hamouma 90+4e                                         | 17e    | 18 981      | Rapport |
| samedi 16 avril 2011      | J31 | FC Sochaux-Montbéliard | Ext. | 3 - 2                                                 | El-Arabi 9e, Hamouma 89e                              | 18e    | 11 338      | Rapport |
| dimanche 24 avril 2011    | J32 | Toulouse FC            | Dom. | 1 - 1                                                 | Hamouma 29e                                           | 18e    | 15 563      | Rapport |
| dimanche 1er mai 2011     | J33 | OGC Nice               | Ext. | 0 - 4                                                 | Hamouma 34e 89e, Mollo 45+2e, El-Arabi 90+1e          | 16e    | 7 895       | Rapport |
| samedi 7 mai 2011         | J34 | RC Lens                | Dom. | 1 - 1                                                 | Niang 2e                                              | 16e    | 20 294      | Rapport |
| mercredi 11 mai 2011      | J35 | Stade rennais FC       | Ext. | 1 - 1                                                 | Niang 54e                                             | 16e    | 20 044      | Rapport |
| dimanche 15 mai 2011      | J36 | Montpellier HSC        | Dom. | 2 - 0                                                 | Hamouma 27e, Traoré 69e                               | 14e    | 15 737      | Rapport |
| samedi 21 mai 2011        | J37 | Olympique lyonnais     | Ext. | 0 - 0                                                 |                                                       | 16e    | 37 026      | Rapport |
| dimanche 29 mai 2011      | J38 | Olympique de Marseille | Dom. | 2 - 2                                                 | Mollo 7e, Niang 45e                                   | 15e    | 20 540      | Rapport |

### Coupe de la Ligue
| Date                       | Tour          | Adversaire       | Lieu | Score | Buteurs SMC  | Spectateurs | Lien    |
| -------------------------- | ------------- | ---------------- | ---- | ----- | ------------ | ----------- | ------- |
| mercredi 22 septembre 2010 | 16e de finale | AC Arles-Avignon | Ext. | 0 - 1 | Traoré 76e   | 4 357       | Rapport |
| mercredi 27 octobre 2010   | 8e de finale  | Lille OSC        | Ext. | 4 - 1 | Yatabaré 14e | 9 685       | Rapport |

### Coupe de France
| Date                  | Tour          | Adversaire         | Lieu | Score | Buteurs SMC | Spectateurs | Lien    |
| --------------------- | ------------- | ------------------ | ---- | ----- | ----------- | ----------- | ------- |
| samedi 8 janvier 2011 | 32e de finale | Olympique lyonnais | Dom. | 0 - 1 |             | 10 227      | Rapport |